# Eswèrtia
L'eswèrtia (Swertia) és una herba de tija de poques fulles present en el Pirineu. Floreix els mesos de juliol, agost i setembre. La corol·la està formada per 5 pètals i és d'un violeta negrós amb estries fosques, encara que pot tenir una coloració més clara, fins i tot blanca. El seu fruit és una càpsula.

## Etimologia
El nom d'aquest tàxon es va posar en honor de l'Emanuel Sweert, herborista alemany, nascut en 1552.

## Taxonomia
- Swertia angustifolia
- Swertia bimaculata
- Swertia chinensis
- Swertia chirayita
- Swertia dilatata
- Swertia hookeri
- Swertia japonica
- Swertia multicaulis
- Swertia perennis - esvèrtia[2]
- Swertia purpurascens
- Swertia radiata
- Swertia tongluensis